# Remšendol
Remšendol (italijansko Valromana) je dolina v Zahodnih Julijskih Alpah v Italiji.
Remšendol je dolga samotna dolina, brez izrazite zaključne gore v zatrepu doline, ki se zajeda v Zahodni del Mangartske skupine. Dolina poteka zahodno od Mangartske doline, od katere ga loči greben Bukovnika (2076 m) in Poldnika (2036 m) (Picco di Mezzodi). Zahodni del doline tvori Peteroglavi vrh nad Rabljem (Cinque Punte). Konec doline se razdeli na več grap, ki se zajedajo v pobočja vrhov nanizanih v Mangartovem zahodnem grebenu. Najslikovitejša gora nad dolino je Monte Pucher piccolo (2023 m) (Kleine Bucherspitze), ki sodi med najdrznejše vrhove Julijskih Alp.
Dostop v dolino Remšendola je po gozdni cesti, ki se od ceste Rateče - Trbiž odcepi okoli 2 km pred Trbižem. Na odcepu je smerokaz za Rutte. Na koncu doline se prične markirana planinska pot čez Vrško škrbino (Porttela) v Rabelj.